# Машівський Дмитро Володимирович
Дмитро Володимирович Машівський (1990—2023) — солдат Збройних сил України, учасник російсько-української війни.

## Життєпис
Народився 10 листопада 1990 року в селі Кожичі Львівської області. Навчався у Домажирській загальноосвітній школі. Після закінчення школи навчався у Львівському технікумі м'ясної та молочної промисловості НУХП. 
14 квітня 2010 року почав військову службу у 5-ій аеромобільній десантній роті військової частини А0284.
У березні 2022 року став до лав ТрО, у 103-ю бригаду. 
Загинув 23 березня 2023 року на Харківщині.

## Нагороди
- Орден «За мужність» III ступеня (2 червня 2023, посмертно) — за особисту мужність, виявлену у захисті державного суверенітету та територіальної цілісності України, самовіддане виконання військового обов'язку[1].